# Sporidesmium uvariicola
Sporidesmium uvariicola är en svampart som beskrevs av M.B. Ellis 1958. Sporidesmium uvariicola ingår i släktet Sporidesmium, ordningen Pleosporales, klassen Dothideomycetes, divisionen sporsäcksvampar och riket svampar.   Inga underarter finns listade i Catalogue of Life.